# Fletcher Christian

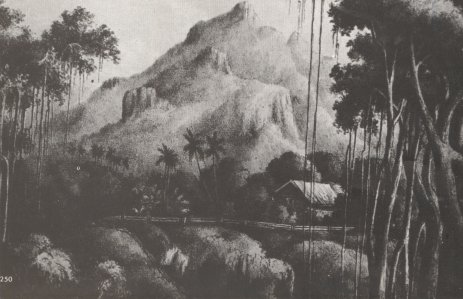
Het huis van Fletcher Christian op Pitcairn

Fletcher Christian (Brigham, 25 september 1764 – Pitcairn, 3 oktober 1793) was de tweede stuurman aan boord van de Bounty en de leider van de muiters die in opstand kwamen tegen William Bligh.
Christian werd geboren in een rijke familie van het eiland Man. Hij had een goede opvoeding en het was waarschijnlijk aan hem te danken dat de muiterij zonder bloedvergieten verliep.
Na de muiterij voer Christian met acht andere muiters en een aantal mannen en vrouwen uit Tahiti naar Pitcairn. Door onderlinge twisten verloren veel mannen het leven, onder wie Christian, maar zijn nageslacht leeft er heden nog.